# Leśniczówka (Łódź)
Pour les articles homonymes, voir Leśniczówka.
Leśniczówka (prononciation [lɛɕniˈt͡ʂufka]) est un village de la gmina de Bielawy, du powiat de Łowicz, dans la voïvodie de Łódź, situé dans le centre de la Pologne.

## Administration
De 1975 à 1998, le village était attaché administrativement à l'ancienne voïvodie de Skierniewice.

Depuis 1999, il fait partie de la nouvelle voïvodie de Łódź.